# Марусинське сільське поселення
Мару́синське сільське поселення (рос. Марусинское сельское поселение) — сільське поселення у складі району імені Лазо Хабаровського краю Росії.
Адміністративний центр — село Марусино.

## Населення
Населення сільського поселення становить 993 особи (2019; 1042 у 2010, 1168 у 2002).

## Склад
До складу сільського поселення входять:
| Населений пункт               | Населення, осіб (2002) | Населення, осіб (2010) |
| ----------------------------- | ---------------------- | ---------------------- |
| Васильєвка, село              | 117                    | 98                     |
| Вторий Сплавний Участок, село | 89                     | 82                     |
| Марусино, село                | 505                    | 487                    |
| Соколовка, село               | 457                    | 375                    |